# Atelier Brancusi
L'Atelier Brancusi est une glyptothèque française constituant une annexe du Centre Pompidou, à Paris.
Situé place Georges-Pompidou, et d'une superficie de 600 m2, l'Atelier Brancusi est une reconstitution fidèle de l'atelier du sculpteur Constantin Brâncuși, situé successivement au 8 puis au 11 impasse Ronsin (75015), et légué par l'artiste à l'État en 1956 (par testament). Partiellement reconstitué en 1962 dans les collections du Musée national d'art moderne, alors situé au Palais de Tokyo, l'Atelier sera ensuite entièrement reconstruit en 1977, face au Centre Pompidou. Des inondations en 1990 l'obligeront cependant à être fermé au public. C'est en 1997 que l'architecte Renzo Piano s'attèlera à la reconstitution telle qu'on peut la découvrir aujourd'hui. L'architecte a également adapté l'espace à la visite publique. Le jardin situé avant l'entrée permet au visiteur d'entrer dans une première partie avant de découvrir les œuvres, notamment à travers les baies vitrées. La lumière était un élément essentiel pour Brâncuși et Piano l'a retranscrit dans le bâtiment. 
L'Atelier conserve 2 571 œuvres achevées, ébauches et objets, dont 137 sculptures, 87 socles originaux, 41 dessins, 2 peintures, plus de 1 600 plaques photographiques de verre et tirages originaux, une bibliothèque de 160 ouvrages, une discothèque de plus de 200 disques, des meubles et des outils.

## Œuvre d'art totale
Dès les années 1910, Brâncuși développe son atelier, lieu de création et d'exposition. Il y organise ce qu'il appelle les « groupes mobiles » qui sont des ensembles d'œuvres. Chacune a sa place et sa signification dans le tout. Le legs de son atelier comme tel montre le statut d'œuvre d'art totale qu'on peut lui attribuer. 
Dès 1914, il prend en photo ses propres œuvres et plus particulièrement à partir des années 1920 où il acquiert du matériel professionnel et organise un espace photographie dans son atelier. Outre ses œuvres, il capture également les vues de son atelier qui ont aussi permis une restitution plus fidèle par la suite. 